# Over the Hills and Far Away (singel)
Over the Hills and Far Away (ang. Ponad Wzgórzami, Gdzieś Daleko) to szósty singel grupy Nightwish.

## Opis albumu
Over the Hills and Far Away jest to cover utworu Gary'ego Moore'a.

## Lista utworów
1. "Over the Hills and Far Away"
2. "10th Man Down"
3. "Away"
4. "Astral Romance (remake 2001)"